# Döllberg
Der Döllberg ist ein 760,4 m hoher Berg im Stadtgebiet von Suhl in Thüringen.
Der Berg liegt etwa 1,5 km östlich des Suhler Hauptbahnhofes und wird an der Südseite von der Bundesstraße 247 erschlossen. 
Am Döllberg wurde der moderne Gebäudekomplex des Suhler SRH Zentralklinikums erbaut. Der Suhler Döllbergverein Ski alpine e.V. ist Eigentümer der Döllberghütte. Dort befindet sich ein Abfahrtshang und Skilift.